# 보지화양동 불알송선생
보지화양동 불알송선생(步之華陽洞 不謁宋先生)은 조선 중기 이후 막강한 권력을 휘두르던 화양동 서원을 풍자한 유행어였다. 남인의 영수 미수 허목(許穆)이 지은 것으로, 방랑시인 김삿갓이 다시 활용하여 유행어가 되었다.
조선 숙종때 남인 강경파의 영수인 허목과 서인과 노론의 당수 송시열(宋時烈)은 효종과 인선왕후의 상사 때 계모인 자의대비의 복제를 놓고 장남의 예로서 대우하느냐 차남의 예로써 대우하느냐를 놓고 예송 논쟁을 벌였다. 허목이 송시열이 살던 화양동을 방문했지만 송시열은 먼길을 달려온 허목의 만남 요청을 거절했다. 이에 허목은 보지화양동 불알송선생(步之華陽洞 不謁宋先生)이라는 시 한수를 지어 남기고 떠났다.
뜻을 풀이하면 걸어서 화양동까지 왔는데, 송선생을 만나지 못하고 간다는 뜻이나 발음은 욕설로 보지(步之)와 음이 같은 보지는 여성의 성기이고, 불알은 남성의 고환을 뜻한다. 조선 헌종때 김삿갓이 괴산(槐山) 화양동 서원을 찾아갔을 때 박대를 당하자 분풀이로 이 발언을 종이에 적어 문에 붙이고 도망갔다고 한다. 당시 화양동 서원을 직접 비난할 수 없었던 이들은 허목과 김삿갓이 쓴 시를 즐겨 부르며 대리만족을 했다 한다.

## 기타
또한 김삿갓은 허목의 풍자시를 변형시켜서 새로운 시를 지었는데 다음과 같다.
步至華楊洞(보지화양동) : 걸어서 화양동에 왔는데
書堂來早至(서당내조지) : 서당에는 아침에 도착했구나
房中皆存物(방중개존물) : 방안에는 모두 존귀한 물건들이 있고
學童諸未十(학동제미십) : 학동이 모두 열 명이 있는데
師父奈不謁(사부내불알) : 스승은 보이지 않는구나

## 같이 보기
- 예송 논쟁
- 송시열
- 허목
- 송준길
- 윤휴
- 화양동 서원
- 만동묘
- 윤증
- 권상하
- 김삿갓

## 참고 자료
- 정운채, 강미정 외, 문학치료 서사사전 2:설화편(서사와문학치료연구소 문학치료총서 3) (문학과 치료, 2009년)